# Cormicy (Cormicy)
Cormicy Aussprache [kɔʁmisi] ist eine ehemalige französische Gemeinde mit 1.458 Einwohnern (Stand: 1. Januar 2022) im Département Marne in der Region Grand Est (vor 2016 Champagne-Ardenne). Sie gehörte zum Arrondissement Reims, zum Gemeindeverband Le Nord Champenois und zum Kanton Bourgogne. Die Einwohner werden Cormiciens und Cormiciennes genannt.
Der Erlass vom 31. Dezember 2016 legte mit Wirkung zum 1. Januar 2017 die Eingliederung von Cormicy als Commune déléguée zusammen mit der früheren Gemeinde Gernicourt aus dem Département Aisne zur neuen, gleichnamigen Commune nouvelle Cormicy fest.

## Geografie
Cormicy liegt am nördlichen Rand des Départements Marne an der Grenze zum benachbarten Département Aisne, circa 15 Kilometer nordwestlich von Reims, circa 30 Kilometer südöstlich von Laon und circa 40 Kilometer östlich von Soissons.
Durch den Ort verlaufen der Canal de l’Aisne à la Marne und der Fluss Loivre. Am nordöstlichen Gebiet verlaufen auf einem kurzen Abschnitt die Aisne und der parallel verlaufende Canal latéral à l’Aisne.
Zu Cormicy gehörten zwei Weiler, die im Ersten Weltkrieg zerstört und nie wieder aufgebaut wurden. Sapigneul, bestehend aus Bauernhöfen und einer Kapelle, liegt in der Zone rouge und La Neuville, das in der Nähe des Loivre und später des Kanals lag.
Umgeben wird Cormicy von den Nachbargemeinden und der Commune déléguée:
| Gernicourt (Commune déléguée) | Berry-au-Bac (Aisne)                        | Condé-sur-Suippe (Aisne)        |
| Bouffignereux (Aisne)         | Kompassrose, die auf Nachbargemeinden zeigt | Aguilcourt (Aisne) Berméricourt |
| Bouvancourt                   |                                             | Cauroy-lès-Hermonville          |

## Toponomie
Der Chronist Flodoard von Reims (894–966), Prior und Pfarrer in Cormicy, bezeichnete die Siedlung im Jahre 940 unter ihrem lateinischen Namen Culmisciacum.
Im Dictionnaire topographique du département de la Marne werden folgende historische Namen für Cormicy aufgeführt:
- Culmissiacum, Culmisciacum, gegen 948 (Fleodard)
- Culmisiacum, gegen 1067 (Amtsarchiv Reims, Band I, Seite 218)
- Colmisiacum, 1123 (Amtsarchiv Reims, Band I, Seite 273)
- Curmusi, Curmissi, 1171 (Amtsarchiv Reims, Band I, Seite 363 und 367)
- Curmessiacum, 1179 (Amtsarchiv Reims, Band I, Seite 387)
- Curmisseium, 1159–1181 (Kopialbuch Abtei Saint-Denis von Reims, Seite 52)
- Cormiesseium, 1182 (Saint-Denis von Reims, Satz Cormicy)
- Curmisiacum, 1188 (Kopialbuch Abtei Saint-Thierry, Folioblatt 55, Rückseite)
- Culmissyacum, 1192 (Kopialbuch B des Domkapitels von Reims, Folioblatt 15, Rückseite)
- Courmissiacum, 1218 (Kopialbuch B des Domkapitels von Reims, Folioblatt 404, Rückseite)
- Cormesi, Cormisi, Cormessi, gegen 1220 (Livre des vassaux de Champagne)
- Cormissia, 1225 (Kopialbuch Abtei Saint-Thierry, Folioblatt 18, Vorderseite)
- Courmissy 1227 (Kopialbuch des Erzbischofs von Reims, Folienblatt 7, Vorderseite)
- Courmisiacum, 1233 (Amtsarchiv Reims, Band I, Seite 566)
- Cormisiacum, gegen 1263 (Amtsarchiv Reims, Band I, Seite 566)
- Courmissi, 1270 (Kopialbuch Abtei Saint-Thierry, Folioblatt 273, Rückseite)
- Curmisseium, 13. Jahrhundert (Kopialbuch von Saint-Nicaise de Reims, Folienblatt 91, Vorderseite)
- Cormissy, 1314 (Edgard Boutaric, Actes du parlement de Paris, Nr. 4219)
- Courmecy, 1328 (Amtsarchiv Reims, Band II, Seite 481)
- Courmisy, 1340 (Amtsarchiv Reims, Band II, Seite 834)
- Courmicy, 14. Jahrhundert (Amtsarchiv Reims, Band II, Seite 853)
- Courmessy, 1640 (Saint-Denis von Reims, Buch Cormicy).

Im gleichen Werk werden folgende historische Namen für den Weiler Sapigneul angegeben:
- Sapinues, 1177 (Abtei Saint-Thierry, Satz 1)
- Sapignox, 1209 (Abtei Saint-Thierry, Kapitel 3, Satz 25)
- Sapigneus, 1213 (Kopialbuch Abtei Saint-Thierry, Folioblatt 239, Rückseite)
- Sapignex, 1218 (Kopialbuch B des Domkapitels von Reims, Folioblatt 404, Rückseite)
- Sapignous, gegen 1222 (Livre des vassaux de Champagne)
- Sapigneux, 1252 (Nationalarchiv, J 202, 47)
- Sapigniex, 1262 (Kopialbuch Abtei Saint-Thierry, Folioblatt 286, Rückseite)
- Sapignues, 1300 (Kopialbuch Abtei Avenay, Folioblatt 59, Vorderseite)
- Sapingnex, 1303–1312 (Amtsarchiv Reims, Band II, Seite 1058)
- Sapignuel, 1384 (Amtsarchiv Reims, Band III, Seite 661)
- Sapignolium, 1481 (Abtei Saint-Thierry, Kapitel 7, Satz 55)
- Sappigneul, 1522 (Legislatives Archiv Reims, Gesetzesbuch Seite 754)
- Sapigneulle, 1588 (Legislatives Archiv Reims, Satzung, Band II, Seite 341)
- Sapigneules, 18. Jahrhundert (Cassini).

Folgende historische Namen werden für den Weiler La Neuville angegeben:
- Villa nova propre Curmisiacum, 1190 (Amtsarchiv Reims, Band I, Seite 414)
- Nova Villa subtus Courmissiacum, 1274 (Kopialbuch von Saint-Denis von Reims, Seite 225)
- La Nue-Ville de Trésorier, Anfang 14. Jahrhundert (Amtsarchiv Reims, Band I, Seite 1090)
- Novilla juxta Cormissiacum, 1343 (Amtsarchiv Reims, Band III, Seite 883)
- La Nueville de la parroche de Courmissy, 1363 (Amtsarchiv Reims, Band III, Seite 277)
- La Neufville, gegen 1375 (Amtsarchiv Reims, Band III, Seite 416)
- La Neufville devant Cormissy, La Neufville-lez-Courmissi, 1384 (Amtsarchiv Reims, Band III, Seite 594 und 653)
- La Neufville-lez-Courmicy, 1522 (Legislatives Archiv Reims, Gesetzesbuch Seite 754)
- La Neuville-lez-Orainville, 1843 (Amtsarchiv Reims, Band II, Seite 1058)
- La Neuville-la-Cuve, 1847 (Lieux habités).

## Geschichte
Der Ursprung von Cormicy ist nicht einfach zu bestimmen. Der Ort befindet sich in unmittelbarer Nähe des Aisne-Tals, unweit der Stätten, an denen prähistorische Siedlungen in Cuiry-lès-Chaudardes entdeckt wurden. Zweifellos erkundeten die ersten Bewohner des Aisne-Tals die umliegenden Hügel von Sapigneul, wo eine geflügelte Pfeilspitze entdeckt wurde, oder auf den Höhen, die das heute urbanisierte Gebiet überragen.
Das Vorhandensein einer Besiedelung in der gallorömischen Zeit ist besser belegt. Der Standort liegt ganz in der Nähe der Furt von Mauchamp oder „Vieux Reims“, die Caesars Lagerplatz während der Verfolgung der Gallier im Norden war. In Sapigneul wurden auch Spuren eines gallo-römischen Friedhofs entdeckt. Der Historiker Pater Fernand Grandremy greift zwei Elemente auf, die die gallo-römische Präsenz bestätigen, die Entdeckung eines Lieu-dit „le pavé de la grève“ (deutsch das Pflaster des Sands), was die Trasse der alten und einfachen römischen Straße sein könnte, sowie die Entdeckung von Bestattungen auf dem Gelände von Tomois, eine Toponymie, die sich vom lateinischen Tumulus (deutsch Hügelgrab) ableiten lassen könnte.
Cormicy liegt an einem wichtigen Verkehrsweg von Reims nach Laon, was für seine Entwicklung als Zwischenstation und auch im Mittelalter als befestigter Zufluchtsort sorgte. Ein alter Weg führte von Dorf zu Dorf am Berghang entlang und wurde insbesondere von Rigobert von Reims benutzt. Die Römerstraße befand sich in der Ebene und ihre Route wurde von der Route nationale 44 übernommen, die zur Route départementale 944 wurde.
Eine Kirche wurde ab 696 unter den Schutz des heiligen Quiricus gestellt. Es sind diese religiösen Dokumente, die in gewisser Weise die Existenz von Cormicy bezeugen, und zwar seit der Zeit des Remigius von Reims. Zwischen Cormicy und Reims bestehen also seit dem Mittelalter enge Verbindungen. Es scheint, dass der Ort als Eigentum der Könige von Frankreich dann zwischenzeitlich unter religiöse Kontrolle überging, weil Hinkmar von Reims, der zum Erzbischof von Reims ernannt wurde, der Krone den widerrechtlich angeeigneten Besitz einschließlich Cormicy durch ein Edikt von 869 an die Krone zurückgab. Die erste berühmte Persönlichkeit, die noch heute die lokale Vorstellung prägt, ist Flodoard von Reims, Pfarrer von Cormicy und Autor insbesondere der Geschichte der Kirche von Reims.
Der Ort war zu der damaligen Zeit bereits für seine Weine bekannt. Im Jahre 860 empfahl der Bischof von Laon die Verwendung von Champagnerweinen. Er erwähnte bereits die wichtigsten Weinorte der Champagne wie Chaumuzy, Mailly-Champagne und eben Cormicy und empfahl, Weine von den Hängen zu wählen und die von den Gipfeln und die aus den Tälern zu vermeiden. Gervais de Belleme, auch bekannt als Gervais de la Roche-sur-Yon, wurde 1067 zum Erzbischof von Reims gewählt. Er betraute die Mönche der Abtei von Saint Thierry, die er aus Ruinen errichtet hatte, mit dem Dienst an der Pfarrei von Cormicy. Der Ort war somit damals ein religiöses Lehen des Bistums Reims.
Cormicy war also kein ländliches Dorf, sondern eine echte Zentrum, das mit politischen und wirtschaftlichen Vorrechten ausgestattet ist. Seit Menschengedenken findet dort jedes Jahr am Tag des heiligen Lukas ein renommierter Jahrmarkt statt, der im Februar 1566 durch ein Patent von König Karl IX. anerkannt wurde. 1170 ließ der Erzbischof von Reims einen Turm errichten, um die Straße zu sichern, die insbesondere zur Ostermesse führte, die er gerade eingeführt hatte. Dieser Turm oder zumindest seine Fundamente sollten bis Ende des 19. Jahrhunderts Bestand haben.
Erzbischof Henri de France (1121–1175) gewährte 1170 gegen eine Gebühr Land für diejenigen, die sich neben der Mühle und dem Teich niederließen. Mit der charte Willelmine verlieh Wilhelm von Blois (1135–1202), Erzbischof von Reims von 1164 bis 1176, im Jahre 1182 den Gemeinden des Bistums Reims das Recht, sich frei zu regieren, sogenannte Gemeinderechte, wovon auch Cormicy profitierte. Dies wurde von seinen Nachfolgern allerdings kaum goutiert, die vergeblich versuchten, ihre Rechte sowie die von ihnen erzielten Einnahmen zurückzubekommen.
Die Domherren des Kapitels von Reims gerieten in Konflikt mit den Einwohnern ihrer Stadt und flüchteten angesichts der Heftigkeit ihrer Reaktionen größtenteils nach Cormicy, wo gerade Befestigungen errichtet wurden. Zu ihnen gesellte sich bald der Erzbischof von Reims, der versuchte, der Rachsucht der Rémois zu entkommen.

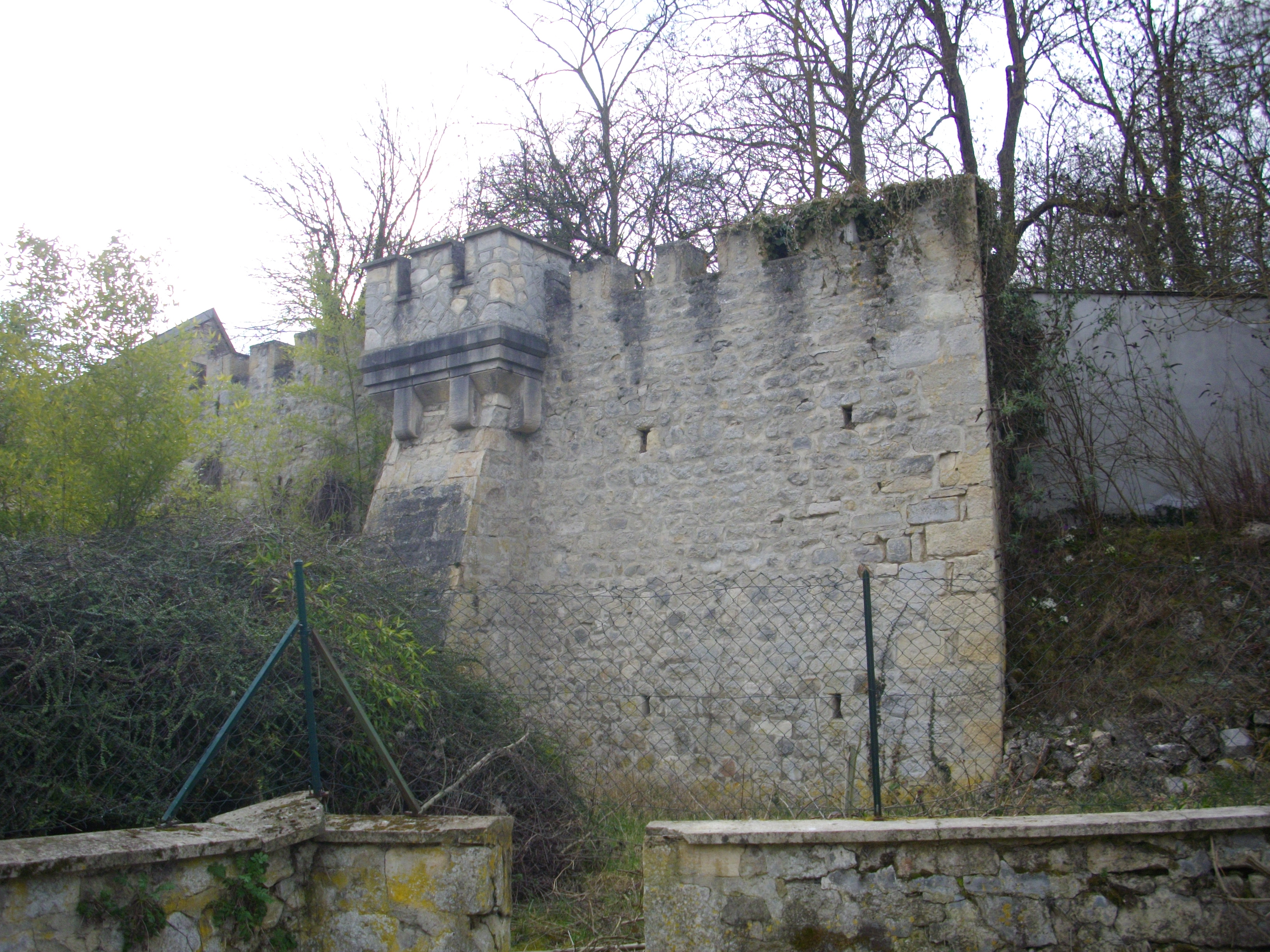
Reste der Stadtmauer

Die Befestigung von Cormicy basierte auf dem Bau einer Stadtmauer und eines Grabens mit wahrscheinlich einem unterirdischen Netz, von dem einige Elemente heute noch vorhanden sind. Die Stadtmauer wurde von drei Toren mit Zugbrücken durchbrochen. Cormicy wurde von den Einwohnern in Waffen verteidigt. Sie bilden ab dem 16. Jahrhundert den Hauptteil einer Kompanie von Arkebusieren unter dem Befehl des Erzbischofs.
Der Hundertjährige Krieg erfasste auch Cormicy. Angesichts der englischen Bedrohung flüchtete Erzbischof Jean de Craon 1359 nach Cormicy. Die Stadt widersetzte sich jedoch den Angriffen der Engländer nicht. Die Garnison flüchtet sich in den Turm, den die Engländer untergruben. Von der kapitulierenden Garnison geräumt, stürzte der Turm im Handumdrehen ein. Die Überreste des Turms waren laut Grandremy bis 1820 sichtbar.

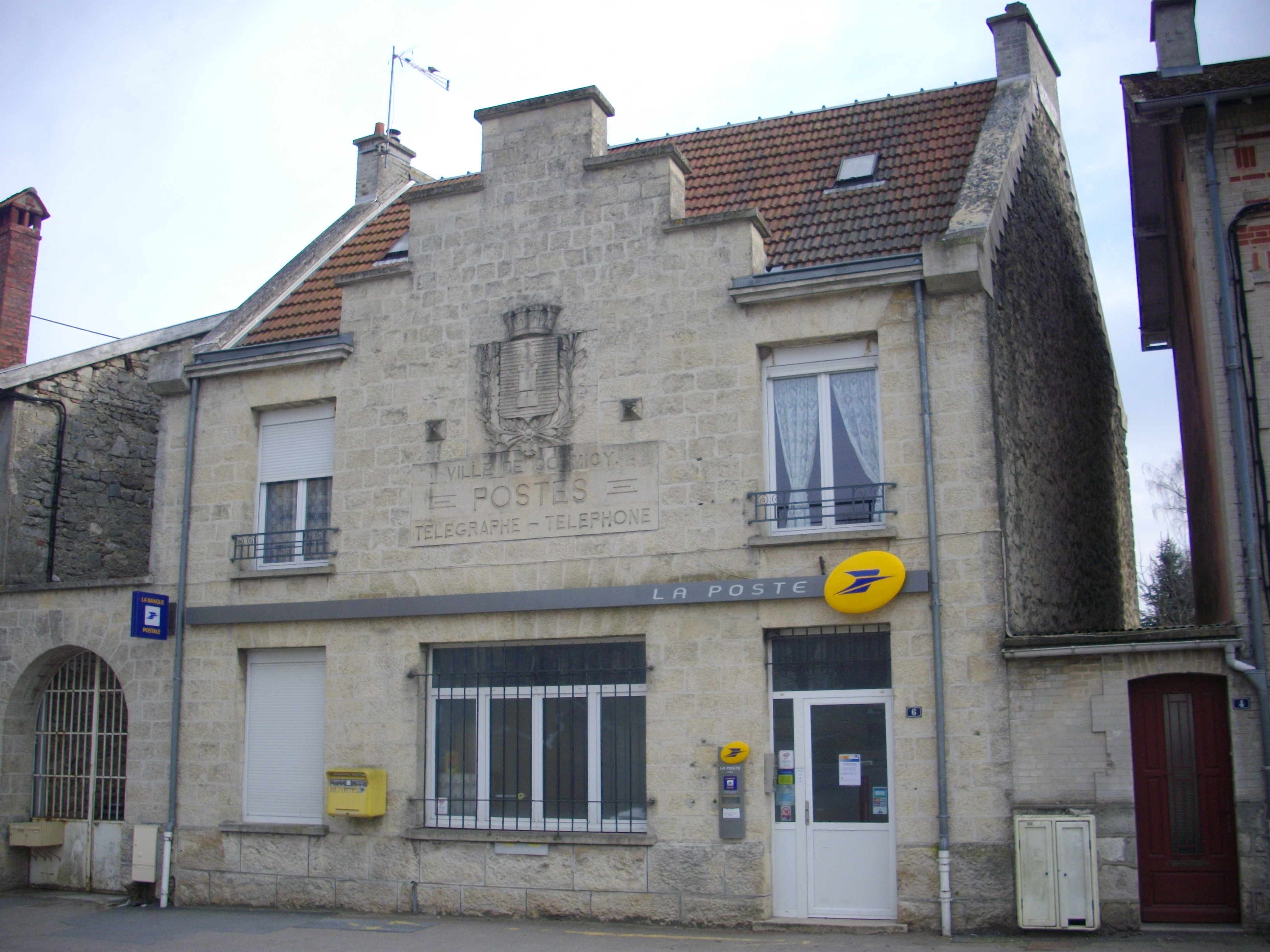
Postamt

Die englische Vorherrschaft endete mit dem von Jeanne d’Arc angeführten Feldzug. 1429 wurde Karl VII. nach Reims gebracht, um dort zum König gekrönt zu werden. Er ging zuerst nach Corbeny, um die Kirche Saint Marcoult zu besuchen und dort die Kranken zu berühren. Er hielt mit Jeanne in Cormicy an und wurde im Hôtel de la Poste empfangen, das fünf Jahrhunderte später zum Sitz der Post wurde und das noch immer das Wappen auf dem Giebel trägt, das an dieses Ereignis erinnert. Cormicy blieb unter der Kontrolle der Erzbischöfe von Reims, obwohl die umliegenden Gemeinden allmählich lernten, sich selbst zu verwalten.
Der Weiler Sapigneul wurde im 18. Jahrhundert in die Stadt integriert, existierte jedoch seit dem 12. Jahrhundert. Zweifellos war es ursprünglich ein Schloss, das auf der Höhe zur Schau getragen und mit seiner Kirche ausgestattet wurde, die auf dem Schutz vom heiligen Laurentius gestellt wurde. Dieses befestigte Haus gehörte ursprünglich den Familien von Rezannes, Cauchon, Népoux, Rabutin, Salnove und Hédouville, von denen einige in Sapigneul begraben wurden. Die Gebäude wurden insbesondere im 17. und 18. Jahrhundert wieder aufgebaut und waren von einem Verteidigungssystem umgeben, das aus einem mit fließendem Wasser gespeisten Graben bestand. Die Kirche außerhalb der Burganlage war ein bescheidener Kalkbau mit einer Länge von etwa fünfzehn Metern und einem einzigen Schiff. Sie wurde vom Pfarrer von Cormicy betreut.
Der Weiler Neuville stammt nach den ältesten Zeugnissen aus dem 11. Jahrhundert. Er befand sich nicht weit vom Loivre, auch bekannt als der Bach Fontaine, der einen Fischteich speiste. Dort wurde eine Kirche unter dem Namen der heiligen Marguerite gebaut und vom Pfarrer von Cormicy betreut. Der Weiler bestand hauptsächlich aus einem befestigten Haus wie dem von Sapigneul. Es hatte auch einen Friedhof. Zu Beginn des 20. Jahrhunderts stand noch ein großes Wohnhaus bzw. Hof und eine Mühle am Bachufer.

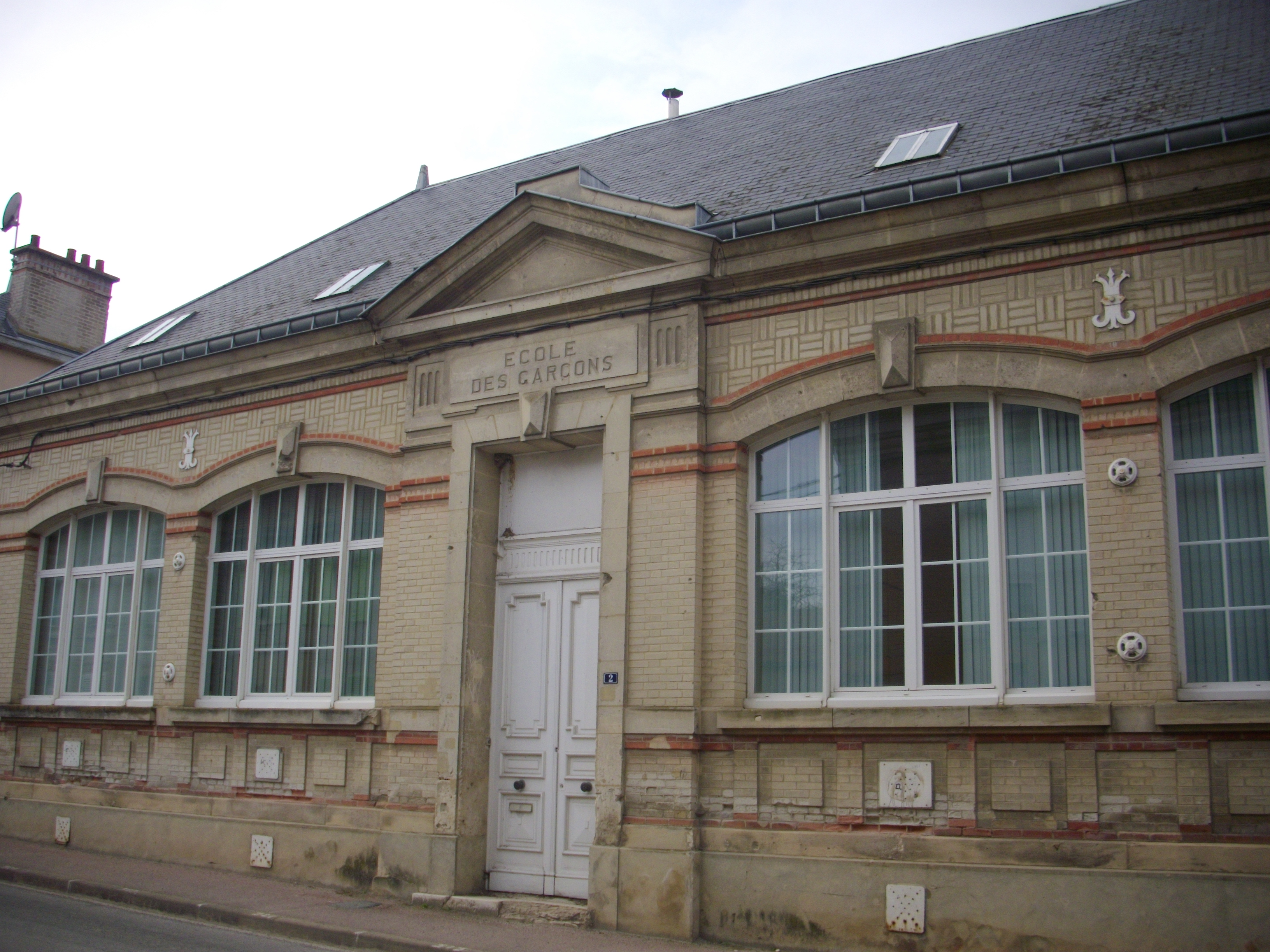
Ehemalige Knabenschule

1538 verwüstete ein Brand die Stadt. Während der Fronde eroberte Erzherzog Leopold Wilhelm von Österreich 1650 die Stadt und steckte sie in Brand. Cormicy wurde wieder aufgebaut. Sie scheint vor der Französischen Revolution mit vielen Einrichtungen ausgestattet gewesen zu sein. Das Krankenhaus mit Kapelle stammt aus dem 14. Jahrhundert. Ende des 17. Jahrhunderts übernahm eine Ordensschwester das Hospital. Sie boten auch jungen Mädchen Bildung, lange bevor die Schulpflicht begann. Cormicy hatte auch ein Gericht und ein Salzlager. 1790, am Vorabend von Allerheiligen, wurde Cormicy per Dekret der Nationalversammlung zum Hauptort eines Kantons, der sich aus den Gemeinden Cauroy-lès-Hermonville, Hermonville, Bouvancourt und Ventelay zusammensetzte. Die Gemeinde wurde zeitweilig von einem konstitutionellen Klerus betreut. 1795 wurde eine weltliche Knabenschule eröffnet. Die Gemeinde war auch ein wichtiges Wirtschaftszentrum mit ihren Jahrmärkten und Märkten, die auf einer eigens errichteten, mit Linden bepflanzten Esplanade nahe der Porte de Fismes stattfanden. Zwischen 1790 und 1794 übernahm Cormicy die Gemeinde Sapigneul.
Die Gemeinde wurde 1814 vom ersten Korps der russische Armee mit 400 Infanteristen und dann von preußischen Soldaten besetzt. Die Gemeinde wurde geplündert und musste während der Herrschaft der Hundert Tage auch dazu beitragen, Napoleons Truppen mit Männern zu versorgen. In der Nacht vom 24. auf den 24. Mai 1819 fiel ein Blitz auf die Kirche und setzte den Glockenturm in Brand.
Während des Deutsch-Französischen Krieges von 1870 wurde die Stadt erneut von den Preußen besetzt. Nach dem Krieg wurden die Gräben der alten Wälle zugeschüttet und mit Kastanienbäumen bepflanzt. 1873 wurde ein großes Waschhaus mit drei Becken gebaut und die Mädchenschule der Nonnen wieder aufgebaut. Der alte Friedhof wurde 1876 auf einen neuen verlegt, der an der Straße nach Sapigneul errichtet wurde.

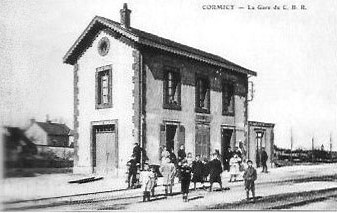
Ehemaliger Bahnhof

Gestärkt durch seinen Status als Stadt und dann als Hauptort, erlebte Cormicy eine konstante Entwicklung, insbesondere dank seiner Messen und seiner lokalen Produkte, die mit der Landwirtschaft verbunden sind, sowie seiner Wälder und Wälder als wichtige Einnahmequellen. Aber es war die Ankunft der Eisenbahn, die ihr Wachstum im 19. Jahrhundert festigte. Die CBR (Chemin de Fer de la Banlieue de Reims) nahm Cormicy in ihr Netz mit einer metrischen Linie von 1897 auf, die dann bis Soissons verlängert wurde. Diese Linie führte bis 1933 zum  Massiv von St. Thierry und ermöglichte die Erschließung lokaler geologischer Ressourcen und insbesondere der schwefelhaltigen Asche der Aschengrube für die Landwirtschaft sowie nach dem Krieg die Materialien für den Wiederaufbau, das Holz des Sägewerks und die weißen Ziegel von Cormicy.
Während des Ersten Weltkriegs war Cormicy ein Frontabschnitt mit hohen Einsätzen, insbesondere mit der Motte von Sapigneul, die die Passage der Aisne und des Kanals überblickte. Die Höhe 108 war eine wesentliche Stellung für die Kontrolle dieser Kreuzung, die den Weg nach Reims öffnete. Die Kämpfe tobten dort und Sapigneul wurde während der Schlacht von Sapigneul vollständig zerstört. Cormicy selbst wurde 1918 vollständig zerstört. Cormicy wurde letztlich durch das französische 418. Infanterieregiment befreit. Einer der fünf nationalen Friedhöfe, die von der Bedeutung der Kämpfe zeugen, wurde dort in den 1920er Jahren im sogenannten Maison Bleue eingerichtet und ist Ruhestätte von mehr als 14.000 französischen Soldaten. 
Die Besonderheit der Gemeinde besteht darin, dass sie nach ihrer vollständigen Zerstörung im Ersten Weltkrieg vollständig wieder aufgebaut wurde. Diese Rekonstruktion ist insofern vorbildlich, als die alte mittelalterliche Bausubstanz erhalten blieb. Tatsächlich drängten sich in dieser sogenannten „modernen“ Ära die aufkommende Stadtplanung regulierende Bebauungspläne auf, die insbesondere von der Bewegung der Gartenstädte inspiriert waren. Der mittelalterliche Plan wurde in diesen Hauptlinien beibehalten, aber die Architektur war typisch städtisch und nicht ländlich. Sie ist immer noch sehr homogen mit den gleichen Materialien (lokal hergestellte Ton-Silizium-Ziegel / rote Dachziegel) und der gleichen Liebe zum Detail, die im Gegensatz zu dem steht, was in einem eher einheimischen Ansatz angenommen werden könnte. Nur die symbolträchtigen Gebäude wurden in Stein und Schieferdach wieder aufgebaut, die Kirche, das Rathaus und das Postamt. Aus diesen Gründen und auch wegen des außergewöhnlichen Charakters des Wiederaufbauprozesses wurde die Stadt Cormicy im Jahr 2014 als Petites Cités de Caractère (deutsch Kleinstadt mit Charakter) eingestuft.

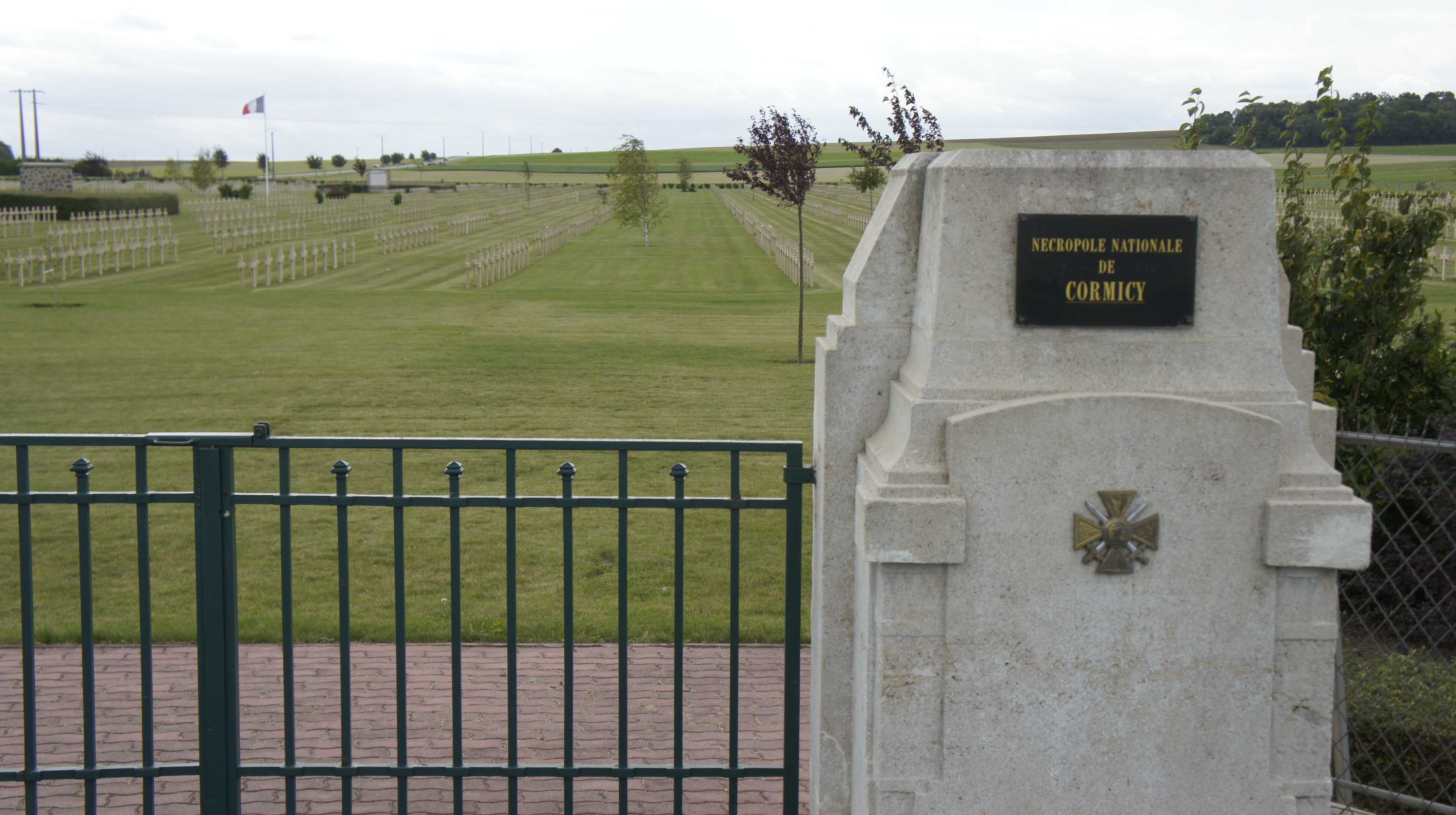
Nationale Nekropole
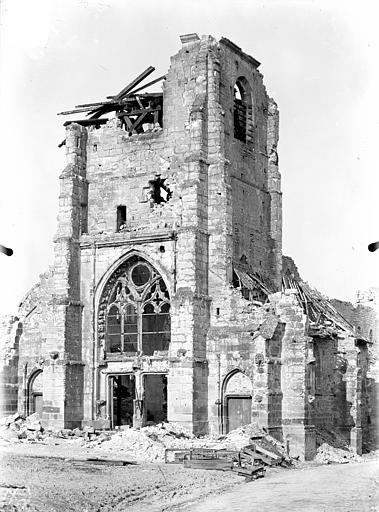
Zerstörte Pfarrkirche 1914
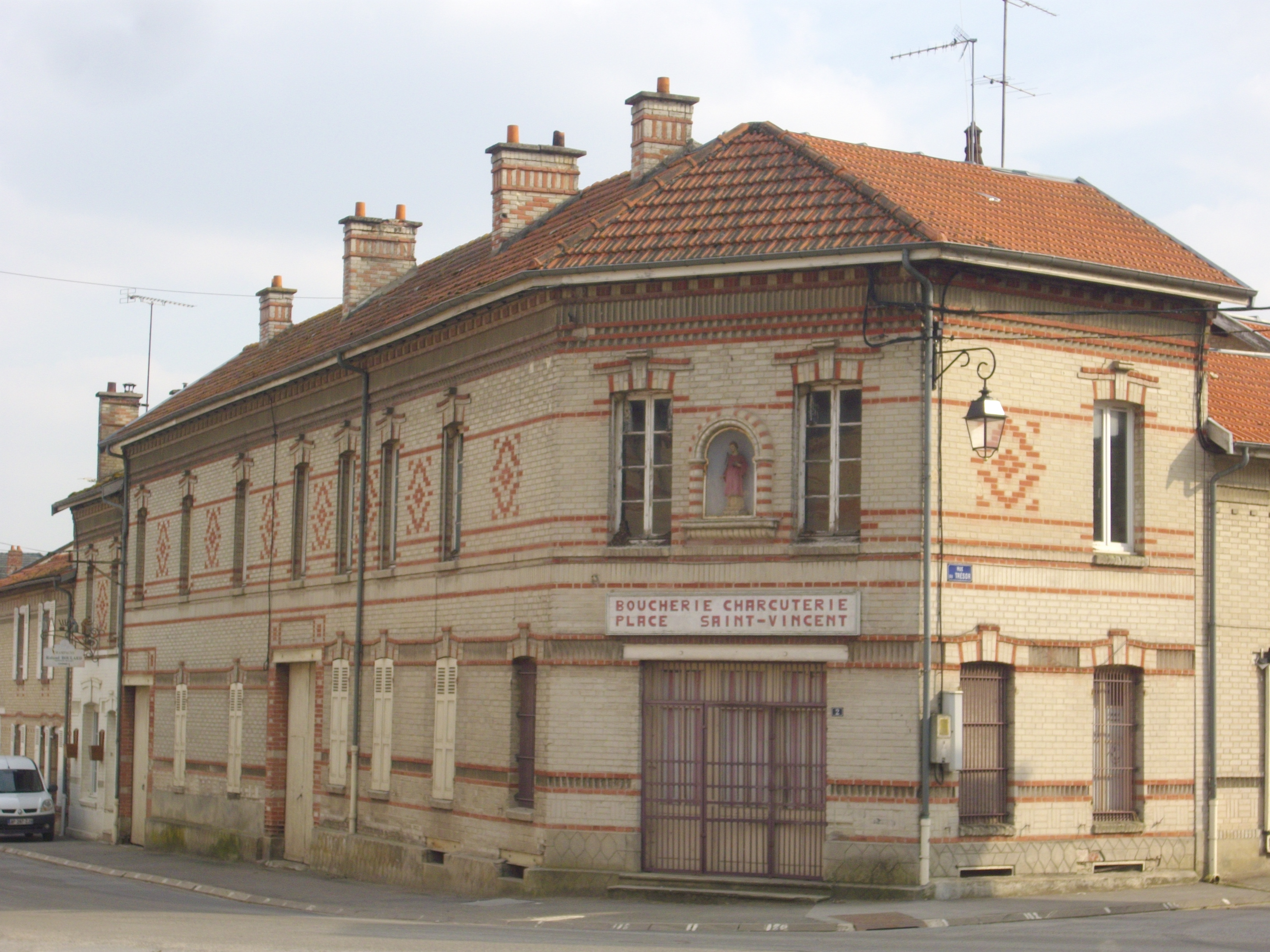
Beispiel eines wiederaufgebauten Gebäudes

## Bevölkerungsentwicklung
| Cormicy (Commune déléguée): Einwohnerzahlen von 1793 bis 2016                                                              | Cormicy (Commune déléguée): Einwohnerzahlen von 1793 bis 2016 | Cormicy (Commune déléguée): Einwohnerzahlen von 1793 bis 2016 | Cormicy (Commune déléguée): Einwohnerzahlen von 1793 bis 2016 | Cormicy (Commune déléguée): Einwohnerzahlen von 1793 bis 2016 |
| --- | ------------------------------------------------------------- | ------------------------------------------------------------- | ------------------------------------------------------------- | ------------------------------------------------------------- |
| Jahr |                                                               |                                                               |                                                               | Einwohner                                                     |
| 1793 | 1793                                                          |                                                               | 1.135                                                         | 1.135                                                         |
| 1800 | 1800                                                          |                                                               | 980                                                           | 980                                                           |
| 1806 | 1806                                                          |                                                               | 1.242                                                         | 1.242                                                         |
| 1821 | 1821                                                          |                                                               | 1.291                                                         | 1.291                                                         |
| 1831 | 1831                                                          |                                                               | 1.482                                                         | 1.482                                                         |
| 1836 | 1836                                                          |                                                               | 1.505                                                         | 1.505                                                         |
| 1841 | 1841                                                          |                                                               | 1.590                                                         | 1.590                                                         |
| 1846 | 1846                                                          |                                                               | 1.578                                                         | 1.578                                                         |
| 1851 | 1851                                                          |                                                               | 1.573                                                         | 1.573                                                         |
| 1856 | 1856                                                          |                                                               | 1.560                                                         | 1.560                                                         |
| 1861 | 1861                                                          |                                                               | 1.431                                                         | 1.431                                                         |
| 1866 | 1866                                                          |                                                               | 1.361                                                         | 1.361                                                         |
| 1872 | 1872                                                          |                                                               | 1.324                                                         | 1.324                                                         |
| 1876 | 1876                                                          |                                                               | 1.284                                                         | 1.284                                                         |
| 1881 | 1881                                                          |                                                               | 1.223                                                         | 1.223                                                         |
| 1886 | 1886                                                          |                                                               | 1.226                                                         | 1.226                                                         |
| 1891 | 1891                                                          |                                                               | 1.227                                                         | 1.227                                                         |
| 1896 | 1896                                                          |                                                               | 1.205                                                         | 1.205                                                         |
| 1901 | 1901                                                          |                                                               | 1.207                                                         | 1.207                                                         |
| 1906 | 1906                                                          |                                                               | 1.204                                                         | 1.204                                                         |
| 1911 | 1911                                                          |                                                               | 1.188                                                         | 1.188                                                         |
| 1921 | 1921                                                          |                                                               | 707                                                           | 707                                                           |
| 1926 | 1926                                                          |                                                               | 924                                                           | 924                                                           |
| 1931 | 1931                                                          |                                                               | 900                                                           | 900                                                           |
| 1936 | 1936                                                          |                                                               | 908                                                           | 908                                                           |
| 1946 | 1946                                                          |                                                               | 837                                                           | 837                                                           |
| 1954 | 1954                                                          |                                                               | 821                                                           | 821                                                           |
| 1962 | 1962                                                          |                                                               | 775                                                           | 775                                                           |
| 1968 | 1968                                                          |                                                               | 752                                                           | 752                                                           |
| 1975 | 1975                                                          |                                                               | 752                                                           | 752                                                           |
| 1982 | 1982                                                          |                                                               | 838                                                           | 838                                                           |
| 1990 | 1990                                                          |                                                               | 961                                                           | 961                                                           |
| 1999 | 1999                                                          |                                                               | 1.061                                                         | 1.061                                                         |
| 2006 | 2006                                                          |                                                               | 1.325                                                         | 1.325                                                         |
| 2011 | 2011                                                          |                                                               | 1.420                                                         | 1.420                                                         |
| 2016 | 2016                                                          |                                                               | 1.467                                                         | 1.467                                                         |
| Quelle(n): EHESS/Cassini bis 1999, INSEE ab 2006 Anmerkung(en): Ab 1962 offizielle Zahlen ohne Einwohner mit Zweitwohnsitz |                                                               |                                                               |                                                               |                                                               |

## Sehenswürdigkeiten
- Pfarrkirche Saint-Cyr-et-Sainte-Julitte, 12. und 13. Jahrhundert mit Erweiterungen im 15. und 16. Jahrhundert. Seit 1921 als Monument historique klassifiziert.
- Reste der Stadtmauer
- „Schloss“, im Jahre 1925 erbautes Gebäude in einem Park im Ortszentrum
- Nationalnekropole „Maison bleue“